# Leucauge argentea
Leucauge argentea är en spindelart som först beskrevs av Eugen von Keyserling 1865.  Leucauge argentea ingår i släktet Leucauge och familjen käkspindlar. Inga underarter finns listade i Catalogue of Life.